# Stéfanos Pavlákis
 (mai 2024).
La mise en forme du texte ne suit pas les recommandations de Wikipédia : il faut le « wikifier ».
Les points d'amélioration suivants sont les cas les plus fréquents. Le détail des points à revoir est peut-être précisé sur la page de discussion.
- Les titres sont pré-formatés par le logiciel. Ils ne sont ni en capitales, ni en gras.
- Le texte ne doit pas être écrit en capitales (les noms de famille non plus), ni en gras, ni en italique, ni en « petit »…
- Le gras n'est utilisé que pour surligner le titre de l'article dans l'introduction, une seule fois.
- L'italique est rarement utilisé : mots en langue étrangère, titres d'œuvres, noms de bateaux, etc.
- Les citations ne sont pas en italique mais en corps de texte normal. Elles sont entourées par des guillemets français : « et ».
- Les listes à puces sont à éviter, des paragraphes rédigés étant largement préférés. Les tableaux sont à réserver à la présentation de données structurées (résultats, etc.).
- Les appels de note de bas de page (petits chiffres en exposant, introduits par l'outil «  Source ») sont à placer entre la fin de phrase et le point final[comme ça].
- Les liens internes (vers d'autres articles de Wikipédia) sont à choisir avec parcimonie. Créez des liens vers des articles approfondissant le sujet. Les termes génériques sans rapport avec le sujet sont à éviter, ainsi que les répétitions de liens vers un même terme.
- Les liens externes sont à placer uniquement dans une section « Liens externes », à la fin de l'article. Ces liens sont à choisir avec parcimonie suivant les règles définies. Si un lien sert de source à l'article, son insertion dans le texte est à faire par les notes de bas de page.
- La présentation des références doit suivre les conventions bibliographiques. Il est recommandé d'utiliser les modèles {{Ouvrage}}, {{Chapitre}}, {{Article}}, {{Lien web}} et/ou {{Bibliographie}}. Le mode d'édition visuel peut mettre en forme automatiquement les références.
- Insérer une infobox (cadre d'informations à droite) n'est pas obligatoire pour parachever la mise en page.

Pour une aide détaillée, merci de consulter Aide:Wikification.
Si vous pensez que ces points ont été résolus, vous pouvez retirer ce bandeau et améliorer la mise en forme d'un autre article.
Στέφανος Παυλάκης
Stéfanos Pavlákis (grec moderne : Στέφανος Παυλάκης), né en 1974, est un cinéaste mais aussi un écrivain grec,. Il contribue largement au cinéma béninois en réalisant des documentaires acclamés par la critique, The Eye of the Beholder, Studio Harmattan et Drive Through.

## Vie privée
En 2003, il obtient un baccalauréat en cinéma et en photographie à l'Université Napier d'Édimbourg. Puis en 2005, il obtient un MFA mais également un doctorat provenant de l’Université de Dundee, Duncan of Jordanstone College of Art and Design,.

## Carrière
En 2009, il commence une collaboration avec les deux sociétés berlinoises « Expedere » et « The Story Factory » et produit de courts documentaires, des publicités et des événements performatifs.

## Filmographie
| Année | Film                    | Rôle | Genre                      | Réf. |
| ----- | ----------------------- | --- | -------------------------- | ---- |
| 2009  | Backgrounds Up Front    | Producteur, monteur                                                                                      | Court métrage              |      |
| 2014  | The Eye of the Beholder | Réalisateur, producteur, scénariste, directeur de la photographie, monteur                               | Court métrage documentaire |      |
| 2015  | Drive Through           | Réalisateur, producteur, scénariste, directeur de la photographie, monteur, acteur, directeur artistique | Court métrage              |      |
| 2017  | Studio Harmattan        | Réalisateur, producteur, scénariste, directeur de la photographie, monteur                               | Court métrage documentaire |      |

## Voir également
- Cinéma du Bénin
- Université de Dundee
- Université Napier d'Édimbourg